# Julio Castillo Torres
Julio César Castillo Torres (Durán Provincia de Guayas, Ecuador, 10 de mayo de 1988), es un boxeador aficionado ecuatoriano. Ganó dos medallas en los Juegos Panamericanos: una de bronce en los 2007 y una de plata en los 2011.

## Carrera deportiva
En los Juegos Suramericanos de 2006, Castillo perdió ante Hamilton Ventura en las semifinales y terminó con una medalla de bronce. En los Juegos Panamericanos de 2007, ganó 15:5 contra Carlos Negrón, pero perdió ante el eventual ganador Eleider Alvarez 8:10 en la semifinal. No se clasificó para los Juegos Olímpicos de Verano de 2008 y subió al peso pesado, ganando una plata en los Juegos Panamericanos de 2011.
En la clasificación olímpica para los 2012, perdió 8:14 ante Michael Hunter, pero se clasificó para los Juegos Olímpicos gracias a "dos victorias contra sin nombres". Perdió en la primera pelea en los Juegos Olímpicos de 2012 y 2016.
Representó a Ecuador en los Juegos Olímpicos de Verano del 2020.